# Johann Rosenboom
Johann Rosenboom (* 17. Juni 1947 in Backemoor, Ostfriesland) ist ein deutscher Maler und Grafiker.

## Ausbildung und Leben
Johann Rosenboom wuchs im ostfriesischen Backemoor und Leer auf. Nach dem Schulbesuch und einer Lehre ab 1961 arbeitete er als Feinmechaniker und Werkzeugmacher. Von 1968 bis 1971 studierte er an der Fachhochschule Fulda und danach bis 1976 an der Hochschule für Bildende Künste in Kassel. Nach dem Referendariat und dem zweiten Staatsexamen war er bis 1980 als Kunsterzieher an einer staatlichen Schule tätig. Seit 1981 ist er als freiberuflicher Künstler tätig. Er lebt und arbeitet in Kassel und in Grizzana Morandi (Emilia-Romagna). Längere Reisen und Arbeitsaufenthalte sowie mit Studienfreunden durchgeführte Malreisen führten ihn ins außereuropäische Ausland und in die Mittelmeerländer.

## Malerei
Entscheidende Impulse für das spätere künstlerische Schaffen von Rosenboom vermittelten das bereits in seiner Kindheit entwickelte und geförderte Interesse für Naturphänomene und bäuerliche Kultur seines norddeutschen Geburtsortes Backemoor. Seine schon früh begonnene zeichnerische Auseinandersetzung mit der Natur eröffnete ihm einen zunehmend differenzierten und künstlerischen Blick auf die Welt der Dinge und ihrer Erscheinungen. Ein faszinierendes Medium, sich sinnlich, kontemplativ und poetisch dem Wahrnehmungsprozess zu widmen, ist für ihn die Malerei, die seine künstlerische Arbeit von Beginn an geprägt hat. Er arbeitet vorwiegend mit den klassischen Materialien Öl-, Tempera- und Aquarellfarben. Die Bildthemen ergeben sich aus der unmittelbaren Wahrnehmung und sind Reflexionen der Erfahrung von Facetten der sichtbaren äußeren und sozialen Welt. Häufig wiederkehrende Sujets wie Landschaft, Figur, Interieur, Architektur, Stillleben, Tanz sind Rosenboom Anstoß und Anregung für eine Übersetzung der „objektiven“ Welt in eine Malerei, in der das Licht, die Farbe, die Komposition, der Zufall nach eigenen Regeln Bilder erzeugt, die von ihren äußerlichen realistischen Erscheinungen gelöst erscheinen und eigene malerische Qualitäten und Atmosphären hervorbringen.
Der Kunsthistoriker und vormalige Direktor der Museumslandschaft Hessen Kassel Bernd Küster führte dazu aus:

„Im Anfang ist das Sehen, und davon gehen die bildnerischen Überlegungen Johann Rosenbooms stets aus, erscheinen sie noch so abstrahiert oder mit expressiver Energie vorgetragen. Es bleibt in allem, was aus einer sehr behutsam fortschreitenden malerischen Behandlung hervorgeht, ein grundsätzlicher Dialog erkennbar, an dem die Natur ebenso beteiligt ist wie der Maler selbst. – Die Verwandlungen im Werk Johann Rosenbooms sind radikal, die Spannungen zwischen Licht und Schatten lösen sich zuweilen in zwei reine Farben auf oder werden durch diese intensiviert, Landschaften am Wasser bekommen ein neues farbiges Gewand, Panoramen italienischer Berge erscheinen als exotische Farbteppiche, in dunklen Interieurs finden einfache Dinge zueinander und glühen auf, wie von innen erleuchtet.“

Der Kasseler Verein „Präsentation zeitgenössischer Kunst“ würdigte das Lebenswerk des Künstlers mit der Ausstellung „Welten - Die Reise nach Epirrhema“ im August/September 2021 in der documenta-Halle in Kassel, in der die vielschichtigen Facetten des künstlerischen Schaffens Rosenbooms in Malerei, Zeichnung, Collagen, Grafik und auch Fotografie präsentiert wurden. Zeitgleich erschien unter dem Titel „Johann Rosenboom - Welten Eine Reise“ über ihn eine Künstlerbiografie, die zahlreiche Abbildungen seiner Werke enthält und in der sich verschiedene Autoren mit der Kunst Rosenbooms und seinem künstlerischen Anliegen auseinandersetzen.

### Monte Sole
Seit 1981 lebt und arbeitet Rosenboom auch in Grizzana Morandi. Die Gemeinde Grizzana bildet mit den Nachbarorten Monzuno und Marzabotto das Gebiet von Monte Sole, das als „Parco storico di Monte Sole“ und der „Scuola di Pace“ ein Ort des Gedenkens ist. Im Herbst 1944 verübten die Waffen-SS und die deutsche Wehrmacht in diesem Gebiet ein Massaker an Zivilisten, dem etwa 770 Menschen aus den umliegenden Gemeinden zum Opfer fielen. Mit diesem Verbrechen, das auch als Massaker von Marzabotto bezeichnet wird, setzte sich Rosenboom seit 1983 mit Zeichnung, Malerei, Radierung und Fotografie künstlerisch auseinander. Daraus entwickelte sich eine Ausstellung mit fotografierten Porträts von Einwohnern der Gemeinde, darunter Zeitzeugen und Angehörigen der betroffenen Familien. Aus dem Versuch, das Unfassbare darzustellen, entstand – in Zusammenarbeit mit Claudio Cappelletti – unter dem Titel „Un segno pre Monte Sole“ ein umfangreiches Gesamtkunstwerk aus Gemälden, Grafiken, Fotografien, das in Grizzana, Bologna, Natzweiler-Struthof (Elsass) und 2018 im Museum Bad Arolsen ausgestellt wurde. Im Jahr 2012 verlieh die Gemeinde Grizzana Morandi Johann Rosenboom die Ehrenbürgerschaft.

## Ausstellungen (Auswahl)
- 1980 Kassel, Kunstverein (G)
- 1980 Kassel, Neue Galerie
- 1981 Kassel, Schloss Bellevue
- 1982 Leer, Haneburg
- 1984 Delmenhorst, Städtische Galerie
- 1992 Wilhelmshaven, Kunsthalle
- 1993 Hann.-Münden, Rathaus
- 1994 Brüssel, Landesvertretung Hessen
- 1997 Stra (Veneto), Villa Pisani
- 1998 Ziegenhain, Museum der Schwalm
- 1998 Udine (Friaul), Galleria d`Arte Moderna
- 1999 Berlin, Europäisches Patentamt
- 2000 Nordenham, Museum
- 2001 Göttingen, Städtisches Museum
- 2002 Worpswede, Galerie Ruländer
- 2003 Bad Wildungen, Kurmuseum
- 2004 Hann.-Münden, Packhaus
- 2004 Kassel, Hess. Verwaltungsgerichtshof
- 2005 Warburg-Welda, Schloss
- 2006 Uster (Schweiz), Villa Grunholzer
- 2008 Willingshausen, Kunsthalle
- 2009 Imola (Italien), Salannunziata
- 2010 Leer, Leda Werk
- 2011 Kassel, Kasseler Architekturzentrum
- 2012 Kassel, Kreishaus
- 2012 Grizzana-Morandi (Italien), Fienili
- 2012 Gaggio-Montano (Bologna), Antica Osteria
- 2013 Bologna, Accademia di Belle Arti
- 2013 Loccum, Evangelische Akademie
- 2013 Bologna, Biblioteca Salaborsa
- 2014 Leer, Kunsthaus
- 2015 Leer, Schloss Evenburg
- 2015 Castelluccio (Porretta Terme), Castello
- 2016 Kassel, Landgericht
- 2016 Obernburg am Main, Kochsmühle
- 2017 Rastede, Palais
- 2017 Natzweiler-Struthof (Elsass), Dokumentationszentrum
- 2018 Gaggio Montano (Bologna), Sala Convegno
- 2018 Museum Bad Arolsen
- 2019 Bologna, Biblioteca Salaborsa (mit Bill Homes, London)
- 2021 Kassel, Ausstellung Johann Rosenboom "Welten – Eine Reise nach Epirrhema"

## Werke in öffentlichem Besitz
- Kunsthaus Leer:
  - Fluss, Tempera auf Papier, 2009
  - Evenburg IV, Mischtechnik, 2012
  - Hafen (Leer), Tempera auf Papier, 2012